# Liste des députés de la Haute-Savoie
Cet article présente la liste des députés élus en Haute-Savoie de l'époque de la réunion de la Savoie à la France, en 1860, à nos jours.

## Royaume de Savoie-Piémont-Sardaigne
Les députés du duché de Savoie élus de 1848 à 1860 siègent au parlement du royaume de Sardaigne à Turin. Le duché compte 22 collèges. Le département de la Haute-Savoie correspond à cette période à la division administrative d'Annecy, créé en 1837. Cette division administrative compte 10 collèges dont sont issus les députés : Annemasse, Annecy, Bonneville, Duingt, Evian, Rumilly, Saint-Julien-en-Genevois, Sallanches, Taninges et Thonon. À noter que le canton de Faverges, actuellement en Haute-Savoie, appartenait à la province de la Haute-Savoie, territoire de la division administrative de Chambéry.
Les élections législatives ont lieu le 27 avril 1848, le janvier 1849, le juillet 1849, le 8 décembre 1849, le décembre 1953, le 15 novembre 1857 et le 25 mars 1860.

## Députés de la Haute-Savoie

### Second Empire

#### Législature 1860-1863
- César, Alexandre, Anatole Bartholoni (Maj. dynastique)
- Hippolyte Pissard (Maj. Dynastique), ancien député du duché de Savoie.

#### Législature 1863-1869
- César, Alexandre, Anatole Bartholoni  (Maj. dynastique)
- Hippolyte Pissard (Maj. Dynastique), ancien député du duché de Savoie.

#### Législature 1869-1871
Les députés élus en 1869 sont :
- Paul-Jean-François Bouvier, baron d'Yvoire (Maj. dynastique)
- Hippolyte Pissard (Maj. Dynastique), ancien député du duché de Savoie.

### Troisième République

#### Législature 1871-1876
- Jules Philippe (Républicain modéré)
- Clément Silva (Républicain modéré)
- Alfred Chardon (Républicain modéré)
- François Duparc (Républicain modéré)
- Frédéric Taberlet (Républicain modéré)
- 1871 : Élection de André Folliet (Républicain modéré)

#### Législature 1876-1877
- Circ. d'Annecy : Jules Philippe (Républicain modéré)
- Circ. Saint-Julien : Clément Silva (Républicain modéré)
- Circ. Bonneville : Albert Ducroz (Républicain modéré)
- Circ. Thonon : Octave de Boigne (Conservateur) invalidé, remplacé par André Folliet (Républicain modéré)

#### Législature 1877-1881
- Circ. d'Annecy : Jules Philippe (Républicain modéré)
- Circ. Saint-Julien : Théobald Dupont (Républicain modéré)
- Circ. Bonneville : Albert Ducroz (Républicain modéré)
- Circ. Thonon : André Folliet (Conservateur)

#### Législature 1881-1885
Les députés élus le 21 août 1881 sont :
- Circ. d'Annecy : Jules Philippe (Républicain modéré)
- Circ. Saint-Julien : Théobald Dupont (Républicain modéré). Dupont décédé, lui succède en 1883 César Duval (Républicain modéré)
- Circ. Bonneville : Albert Ducroz (Républicain modéré)
- Circ. Thonon : André Folliet (Conservateur)

#### Législature 1885-1889
Les députés élus le 4 octobre 1885 sont :
- Jules Philippe (Républicain modéré). Philippe décédé, lui succède en 1888 Félix Brunier (Républicain modéré)
- César Duval (Républicain modéré)
- Albert Ducroz (Républicain modéré)
- André Folliet (Conservateur)

#### Législature 1889-1893
Les députés élus le 22 septembre 1889 sont :
- Circ. d'Annecy : Félix Brunier (Républicain modéré). Brunier décède en 1892, lui succède Bernard Thonion (Républicain modéré)
- Circ. Saint-Julien : César Duval (Républicain modéré)
- Circ. Bonneville : Albert Ducroz (Républicain modéré). Ducroz décède en 1891, lui succède Léon Orsat (Républicain modéré)
- Circ. Thonon : André Folliet (Conservateur)

Source : journal Le Temps du 24 septembre et du 8 octobre 1889 sur Gallica,.

#### Législature 1893-1898
Les députés élus le 20 août 1893 sont :
- Circ. d'Annecy : Bernard Thonion (Républicain modéré)
- Circ. Saint-Julien : César Duval (Républicain modéré), élu Sénateur le 6 février 1898, non remplacé.
- Circ. Bonneville : Léon Orsat (Républicain modéré). Réélection partielle en 1897, lui succède Émile Chautemps, Radical-socialiste
- Circ. Thonon : André Folliet (Conservateur). Folliet entre au Sénat, lui succède en 1894 Jules Mercier, Union démocratique

Source : journal Le Temps du 22 août et du 5 septembre 1893 sur Gallica,.

#### Législature 1898-1902
Les députés élus le 8 mai 1898 sont :
- Circ. d'Annecy : Léon Berthet (Républicain)
- Circ. Saint-Julien : Fernand David (Républicain)
- Circ. Bonneville : Émile Chautemps (Radical)
- Circ. Thonon : Jules Mercier (Républicain modéré)

Source : journal Le Temps du 10 mai et du 24 mai 1898 sur Gallica,.

#### Législature 1902-1906
Les députés élus le 27 avril 1902 sont :
- Circ. d'Annecy : Léon Berthet (Radical)
- Circ. Saint-Julien : Fernand David (Radical)
- Circ. Bonneville : Émile Chautemps (Radical-socialiste). Il succède au Sénat à André Folliet, décédé, en 1905. Lui succède Émile Favre, Socialiste
- Circ. Thonon : Jules Mercier (Républicain ministériel)

Source : journal Le Temps du 29 avril et du 13 mai 1902 sur Gallica,.

#### Législature 1906-1910
Les députés élus le 6 mai 1906 sont :
- Circ. d'Annecy : Léon Berthet (Radical)
- Circ. Saint-Julien : Fernand David (Radical)
- Circ. Bonneville : Émile Favre (Socialistes parlementaires)
- Circ. Thonon : Jules Mercier (Républicain - Union démocratique). Mercier entre au Sénat en 1909, lui succède Paul Jacquier, (Gauche radicale), élu le 21 février 1909

Sources : Journal Le Temps du 6 et du 22 mai 1906 sur Gallica - ,.

#### Législature 1910-1914
Les députés élus le 24 avril 1910 sont :
- Circ. d'Annecy : Albert Crolard (Libéral)
- Circ. Saint-Julien : Fernand David (Radical)
- Circ. Bonneville : Émile Favre (Républicain Socialiste)
- Circ. Thonon : Paul Jacquier (Radical)

Sources : Journal Le Temps du 24 avril et du 8 mai 1910 sur Gallica - ,.

#### Législature 1914-1919
Les députés élus le 10 mai 1914 sont :
- Circ. d'Annecy : Albert Crolard (Libéral)
- Circ. Saint-Julien : Fernand David (Radical)
- Circ. Bonneville : Émile Favre (Républicain socialiste)
- Circ. Thonon : Paul Jacquier (Radical)

Sources : Journal Le Temps du 28 avril et du 12 mai 1914 sur Gallica - ,.

#### Législature 1919-1924
Les élections législatives de 1919 furent organisées au scrutin proportionnel de liste. Elles marquèrent au niveau national la victoire du "Bloc national" de centre-droit.
Les députés élus le 16 novembre 1919 sont :
Liste des républicains indépendants
- René Bartholoni, Entente républicaine démocratique
- Paul Tapponnier, Entente républicaine démocratique
- Louis Perrollaz, Entente républicaine démocratique, décédé le 17 novembre 1920, remplacé par Jacques Duboin, Parti radical et radical socialiste, élu le 27 février 1921.
- Albert Crolard, Entente républicaine démocratique

Source : Barodet, sur le site de l'Assemblée Nationale - https://bibnum.sciencespo.fr/s/catalogue/ark:/46513/sc16m2kz#?c=&m=&s=&cv=

#### Législature 1924-1928
Les élections législatives de 1924 furent organisées au scrutin proportionnel de liste. Elles marquèrent au niveau national national la victoire du "Cartel des gauches".
Liste du Cartel des Gauches
- Jacques Duboin, Parti radical et radical-socialiste, Conseiller général
- Paul-Maurice Jacquier, Parti radical et radical-socialiste, Conseiller général, maire de Thonon-les-Bains
- Étienne Antonelli, SFIO, Professeur d'économie politique

Source : Barodet sur le site de l'Assemblée Nationale - https://bibnum.sciencespo.fr/s/catalogue/ark:/46513/sc16m1m0#?c=&m=&s=&cv=

#### Législature 1928-1932
Les élections législatives furent au scrutin d'arrondissement majoritaire à deux tours de 1928 à 1936. Les députés élus le 29 avril 1928 sont :
- Circ. d'Annecy : Alexis Calliès (Conservateur/modéré, groupe Union républicaine démocratique)
- Circ. Saint-Julien : Étienne Antonelli (SFIO)
- Circ. Bonneville : Félix Braise (Conservateur/modéré, groupe Union républicaine démocratique)
- Circ. Thonon : Paul Jacquier (Radical-socialiste)

Source : Élections législatives 22-29 avril 1928 de Georges Lachapelle - https://gallica.bnf.fr/ark:/12148/bpt6k320439r.texteImage#

#### Législature 1932-1936
Les députés élus le 8 mai 1932 sont :
- Circ. d'Annecy : Henri Clerc (Radical-socialiste)
- Circ. Saint-Julien : Louis Martel (Démocrate populaire)
- Circ. Bonneville : Félix Braise (Conservateur/modéré, groupe Fédération républicaine)
- Circ. Thonon : Paul Jacquier (Radical-socialiste)

#### Législature 1936-1942
- Circ. d'Annecy : Henri Gérente (Conservateur/modéré, non-inscrit)
- Circ. Saint-Julien : Louis Martel (Démocrate populaire)
- Circ. Bonneville : Amédée Guy (SFIO)
- Circ. Thonon : Jean-Baptiste Bernex (Conservateur/modéré, groupe Fédération républicaine)

### Gouvernement provisoire de la République française

#### Législature 1945-1946: Première assemblée constituante
Les députés élus le 21 octobre 1945 sont :
- Circ. d'Annecy : François de Menthon (MRP)
- Circ. Saint-Julien : Louis Martel (MRP)
- Circ. Bonneville : Amédée Guy (SFIO)
- Circ. Thonon : Albert Boccagny (PCF)

#### Législature 1946: Deuxième assemblée constituante
Les députés élus le 2 juin 1946 sont :
- Circ. d'Annecy : François de Menthon (MRP)
- Circ. Saint-Julien : Louis Martel (MRP)
- Circ. Bonneville : Pierre Mouchet (MRP)
- Circ. Thonon : Albert Boccagny (PCF)

### Quatrième République

#### Législature 1946-1951
Les députés élus le 10 novembre 1946 sont :
- François de Menthon (MRP)
- Louis Martel (MRP)
- Pierre Mouchet (MRP)
- Albert Boccagny (PCF)

#### Législature 1951-1956
Les députés élus le 17 juin 1951 sont :
- François de Menthon (MRP)
- Louis Martel (MRP)
- Pierre Mouchet (MRP)
- Henri Briffod (SFIO)

#### Législature 1956-1958
Les députés élus le 2 janvier 1956 sont :
- François de Menthon (MRP)
- Georges Pianta (IPAS)
- Albert Boccagny (PCF)
- Maurice Duchoud (UFF), invalidé le 23 mai 1956, remplacé par Henri Briffod (SFIO)

### Cinquième République

#### Irelégislature(1958-1962)
| Circonscription     | Identité                                       | Parti | À partir du | Jusqu'au   | Note |
| ------------------- | ---------------------------------------------- | ----- | ----------- | ---------- | ---- |
| 1re circonscription | Charles Bosson (suppléant : Edmond Marmilloud) | MRP   | 09/12/1958  | 09/10/1962 |      |
| 2e circonscription  | Georges Pianta (suppléant : Robert Morel)      | CNI   | 09/12/1958  | 09/10/1962 |      |
| 3e circonscription  | Joseph Philippe (suppléant : François Ruin)    | MRP   | 09/12/1958  | 09/10/1962 |      |

#### IIelégislature(1962-1967)
| Circonscription     | Identité                                       | Parti | À partir du | Jusqu'au   | Note |
| ------------------- | ---------------------------------------------- | ----- | ----------- | ---------- | ---- |
| 1re circonscription | Charles Bosson (suppléant : Edmond Marmilloud) | MRP   | 06/12/1962  | 02/04/1967 |      |
| 2e circonscription  | Georges Pianta (suppléant : Robert Morel)      | RI    | 06/12/1962  | 02/04/1967 |      |
| 3e circonscription  | Joseph Philippe                                | MRP   | 06/12/1962  | 31/01/1966 | Dcs  |
| 3e circonscription  | Roch Meynier (suppléant)                       | MRP   | 01/02/1966  | 02/04/1967 |      |

#### IIIelégislature(1967-1968)
| Circonscription     | Identité                                       | Parti | À partir du | Jusqu'au   | Note |
| ------------------- | ---------------------------------------------- | ----- | ----------- | ---------- | ---- |
| 1re circonscription | Charles Bosson (suppléant : Edmond Marmilloud) | CD    | 03/04/1967  | 30/05/1968 |      |
| 2e circonscription  | Georges Pianta (suppléant : Robert Morel)      | RI    | 03/04/1967  | 30/05/1968 |      |
| 3e circonscription  | Maurice Herzog (suppléant : Dr E.R. Tourenc)   | UD-Ve | 03/04/1967  | 30/05/1968 |      |

#### IVelégislature(1968-1973)
| Circonscription     | Identité                                  | Parti | À partir du | Jusqu'au   | Note |
| ------------------- | ----------------------------------------- | ----- | ----------- | ---------- | ---- |
| 1re circonscription | Jean Brocard (suppléant : Joseph Gaudin)  | RI    | 11/07/1968  | 01/04/1973 |      |
| 2e circonscription  | Georges Pianta (suppléant : Robert Morel) | RI    | 11/07/1968  | 01/04/1973 |      |
| 3e circonscription  | Maurice Herzog (suppléant : Louis Simon)  | UDR   | 11/07/1968  | 01/04/1973 |      |

#### Velégislature(1973-1978)
| Circonscription     | Identité                                     | Parti | À partir du | Jusqu'au   | Note |
| ------------------- | -------------------------------------------- | ----- | ----------- | ---------- | ---- |
| 1re circonscription | Jean Brocard (suppléant : Raymond Fontaine)  | RI    | 02/04/1973  | 02/04/1978 |      |
| 2e circonscription  | Georges Pianta (suppléant : Robert Morel)    | RI    | 02/04/1973  | 02/04/1978 |      |
| 3e circonscription  | Maurice Herzog (suppléant : Jacques Sollier) | UDR   | 02/04/1973  | 02/04/1978 |      |

#### VIelégislature(1978-1981)
| Circonscription     | Identité                                              | Parti | À partir du | Jusqu'au   | Note |
| ------------------- | ----------------------------------------------------- | ----- | ----------- | ---------- | ---- |
| 1re circonscription | Jean Brocard (suppléant : Raymond Fontaine)           | UDF   | 03/04/1978  | 22/05/1981 |      |
| 2e circonscription  | Georges Pianta (suppléant : François Chéneval-Pallud) | UDF   | 03/04/1978  | 22/05/1981 |      |
| 3e circonscription  | Claude Birraux (suppléant : René Gannaz)              | UDF   | 03/04/1978  | 22/05/1981 |      |

#### VIIelégislature(1981-1986)
| Circonscription     | Identité                                   | Parti | À partir du | Jusqu'au   | Note |
| ------------------- | ------------------------------------------ | ----- | ----------- | ---------- | ---- |
| 1re circonscription | Jean Brocard (suppléant : Pierre Paillet)  | UDF   | 02/07/1981  | 01/04/1986 |      |
| 2e circonscription  | Yves Sautier (suppléant : Jean Favre)      | UDF   | 02/07/1981  | 01/04/1986 |      |
| 3e circonscription  | Claude Birraux (suppléant : Gérard Morand) | UDF   | 02/07/1981  | 01/04/1986 |      |

#### VIIIelégislature(1986-1988)
Les élections législatives de 1986 ayant été organisée par scrutin de liste à la proportionnelle, le cadre des circonscriptions avait été supprimé.
Les députés élus le 16 mars 1986 sont :
- Robert Borrel (NI) (dissident du PS)
- Jean Brocard (UDF)
- Bernard Bosson (UDF), remplacé par Claude Birraux (UDF), à la suite de sa nomination au gouvernement
- Pierre Mazeaud (RPR)
- Dominique Strauss-Kahn (PS)

#### IXelégislature(1988-1993)
| Circonscription     | Identité                                        | Parti   | À partir du | Jusqu'au   | Note |
| ------------------- | ----------------------------------------------- | ------- | ----------- | ---------- | ---- |
| 1re circonscription | Jean Brocard (suppléant : Antoine de Menthon)   | UDF     | 23/06/1988  | 01/04/1993 |      |
| 2e circonscription  | Bernard Bosson (suppléant : Pierre Hérisson)    | UDF-CDS | 23/06/1988  | 01/04/1993 |      |
| 3e circonscription  | Michel Meylan (suppléant : Jean Ponchaud)       | UDF     | 23/06/1988  | 01/04/1993 |      |
| 4e circonscription  | Claude Birraux (suppléant : Joseph Fournier)    | UDF     | 23/06/1988  | 01/04/1993 |      |
| 5e circonscription  | Pierre Mazeaud (suppléant : Jean-Marc Chavanne) | RPR     | 23/06/1988  | 01/04/1993 |      |

#### Xelégislature(1993-1997)
| Circonscription     | Identité                                        | Parti | À partir du | Jusqu'au   | Note |
| ------------------- | ----------------------------------------------- | ----- | ----------- | ---------- | ---- |
| 1re circonscription | Bernard Accoyer (suppléant : Camille Beauquier) | RPR   | 02/04/1993  | 21/04/1997 |      |
| 2e circonscription  | Bernard Bosson                                  | UDF   | 02/04/1993  | 01/05/1993 | Gvt  |
| 2e circonscription  | Pierre Hérisson (suppléant)                     | UDF   | 02/05/1993  | 19/07/1995 | Dem  |
| 2e circonscription  | Bernard Bosson                                  | UDF   | 24/09/1995  | 21/04/1997 | ELP  |
| 3e circonscription  | Michel Meylan (suppléant : Jean Potier)         | UDF   | 02/04/1993  | 21/04/1997 |      |
| 4e circonscription  | Claude Birraux (suppléant : Joseph Fournier)    | UDF   | 02/04/1993  | 21/04/1997 |      |
| 5e circonscription  | Pierre Mazeaud (suppléant : Jean-Marc Chavanne) | RPR   | 02/04/1993  | 21/04/1997 |      |

#### XIelégislature(1997-2002)
| Circonscription     | Identité                                        | Parti | À partir du | Jusqu'au   | Note |
| ------------------- | ----------------------------------------------- | ----- | ----------- | ---------- | ---- |
| 1re circonscription | Bernard Accoyer (suppléant : Camille Beauquier) | RPR   | 01/06/1997  | 18/06/2002 |      |
| 2e circonscription  | Bernard Bosson (suppléante : Françoise Camusso) | UDF   | 01/06/1997  | 18/06/2002 |      |
| 3e circonscription  | Michel Meylan (suppléant : Éric Fournier)       | UDF   | 01/06/1997  | 18/06/2002 |      |
| 4e circonscription  | Claude Birraux (suppléant : Joseph Fournier)    | UDF   | 01/06/1997  | 18/06/2002 |      |
| 5e circonscription  | Pierre Mazeaud                                  | RPR   | 01/06/1997  | 05/03/1998 | Cst  |
| 5e circonscription  | Jean-Marc Chavanne (suppléant)                  | RPR   | 06/03/1998  | 18/06/2002 |      |

#### XIIelégislature(2002-2007)
| Circonscription     | Identité                                        | Parti        | À partir du | Jusqu'au   | Note |
| ------------------- | ----------------------------------------------- | ------------ | ----------- | ---------- | ---- |
| 1re circonscription | Bernard Accoyer (suppléant : Camille Beauquier) | RPR puis UMP | 19/06/2002  | 19/06/2007 |      |
| 2e circonscription  | Bernard Bosson (suppléante : Françoise Camusso) | UDF          | 19/06/2002  | 19/06/2007 |      |
| 3e circonscription  | Martial Saddier (suppléant : Yves Tissot)       | UDF-UMP      | 19/06/2002  | 19/06/2007 |      |
| 4e circonscription  | Claude Birraux (suppléant : Patrick Antoine)    | UDF-UMP      | 19/06/2002  | 19/06/2007 |      |
| 5e circonscription  | Jean-Marc Chavanne                              | RPR puis UMP | 19/06/2002  | 11/03/2003 | Dcs  |
| 5e circonscription  | Marc Francina (suppléant)                       | RPR puis UMP | 12/03/2003  | 19/06/2007 |      |

#### XIIIelégislature(2007-2012)
| Circonscription     | Identité                                              | Parti | À partir du | Jusqu'au   | Note |
| ------------------- | ----------------------------------------------------- | ----- | ----------- | ---------- | ---- |
| 1re circonscription | Bernard Accoyer (suppléant : François-Éric Carbonnel) | UMP   | 20/06/2007  | 19/06/2012 |      |
| 2e circonscription  | Lionel Tardy (suppléante : Marie-Claude Savignac)     | DVD   | 20/06/2007  | 19/06/2012 |      |
| 3e circonscription  | Martial Saddier (suppléant : Raymond Turri)           | UMP   | 20/06/2007  | 19/06/2012 |      |
| 4e circonscription  | Claude Birraux (suppléant : Julien Bouchet)           | UMP   | 20/06/2007  | 19/06/2012 |      |
| 5e circonscription  | Marc Francina (suppléant : Serge Pittet)              | UMP   | 20/06/2007  | 19/06/2012 |      |

#### XIVelégislature(2012-2017)
| Circonscription     | Identité                                              | Parti | À partir du | Jusqu'au   | Note |
| ------------------- | ----------------------------------------------------- | ----- | ----------- | ---------- | ---- |
| 1re circonscription | Bernard Accoyer (suppléant : François-Éric Carbonnel) | UMP   | 20/06/2012  | 20/06/2017 |      |
| 2e circonscription  | Lionel Tardy (suppléante : Françoise Camusso)         | UMP   | 20/06/2012  | 20/06/2017 |      |
| 3e circonscription  | Martial Saddier (suppléante : Isabelle Villard)       | UMP   | 20/06/2012  | 20/06/2017 |      |
| 4e circonscription  | Virginie Duby-Muller (suppléant : Claude Birraux)     | UMP   | 20/06/2012  | 20/06/2017 |      |
| 5e circonscription  | Marc Francina (suppléante : Marie-Christine Mocellin) | UMP   | 20/06/2012  | 20/06/2017 |      |
| 6e circonscription  | Sophie Dion (suppléant : Jean-Louis Verdier)          | UMP   | 20/06/2012  | 20/06/2017 |      |

#### XVelégislature(2017-2022)
| Circonscription     | Identité                                             | Parti | À partir du | Jusqu'au   | Note      |
| ------------------- | ---------------------------------------------------- | ----- | ----------- | ---------- | --------- |
| 1re circonscription | Véronique Riotton (suppléant : Roland Lombard)       | LREM  | 21/06/2017  | 21/06/2022 |           |
| 2e circonscription  | Frédérique Lardet                                    | LREM  | 21/06/2017  | 29/01/2022 |           |
| 2e circonscription  | Jacques Rey (suppléant)                              | LREM  | 30/01/2022  | 21/06/2022 |           |
| 3e circonscription  | Martial Saddier                                      | LR    | 21/06/2017  | 31/07/2021 | démission |
| 3e circonscription  | Christelle Petex-Levet (suppléante)                  | LR    | 01/08/2021  | 21/06/2022 |           |
| 4e circonscription  | Virginie Duby-Muller (suppléant : Jean-Paul Bosland) | LR    | 21/06/2017  | 21/06/2022 |           |
| 5e circonscription  | Marion Lenne (suppléant : Gérard Écœur)              | LREM  | 21/06/2017  | 21/06/2022 |           |
| 6e circonscription  | Xavier Roseren (suppléante : Pascale Faggianelli)    | LREM  | 21/06/2017  | 21/06/2022 |           |

#### XVIelégislature(2022-2024)
| Circonscription     | Identité                                                 | Parti    | À partir du | Jusqu'au   | Note |
| ------------------- | -------------------------------------------------------- | -------- | ----------- | ---------- | ---- |
| 1re circonscription | Véronique Riotton (suppléant : Roland Lombard)           | LREM     | 22/06/2022  | 09/06/2024 |      |
| 2e circonscription  | Antoine Armand (suppléante : Danièle Carteron)           | LREM     | 22/06/2022  | 09/06/2024 |      |
| 3e circonscription  | Christelle Petex-Levet (suppléant : Christophe Fournier) | LR       | 22/06/2022  | 09/06/2024 |      |
| 4e circonscription  | Virginie Duby-Muller (suppléant : Jean-Paul Bosland)     | LR       | 22/06/2022  | 09/06/2024 |      |
| 5e circonscription  | Anne-Cécile Violland (suppléant : Christophe Songeon)    | Horizons | 22/06/2022  | 09/06/2024 |      |
| 6e circonscription  | Xavier Roseren (suppléante : Sophie Curdy)               | LREM     | 22/06/2022  | 09/06/2024 |      |

#### XVIIelégislature(depuis 2024)
| Circonscription     | Identité                                                      | Parti    | À partir du | Jusqu'au | Note                                          |
| ------------------- | ------------------------------------------------------------- | -------- | ----------- | -------- | --------------------------------------------- |
| 1re circonscription | Véronique Riotton (suppléant : Roland Lombard)                | LREM     | 18/07/2024  |          | Membre du Groupe Ensemble pour la République. |
| 2e circonscription  | Antoine Armand (suppléante : Danièle Carteron)                | LREM     | 18/07/2024  |          | Membre du Groupe Ensemble pour la République. |
| 3e circonscription  | Christelle Petex-Levet (suppléant : Xavier Brand)             | app.LR   | 18/07/2024  |          | Apparentée au Groupe Droite républicaine.     |
| 4e circonscription  | Virginie Duby-Muller (suppléante : Marie-Claire Teppe-Roguet) | LR       | 18/07/2024  |          | Membre du Groupe Droite républicaine.         |
| 5e circonscription  | Anne-Cécile Violland (suppléant : Christophe Songeon)         | Horizons | 18/07/2024  |          | Membre du Groupe Horizons et indépendants.    |
| 6e circonscription  | Xavier Roseren (suppléante : Sophie Curdy)                    | Horizons | 18/07/2024  |          | Membre du Groupe Horizons et indépendants.    |